# Neea psychotrioides
Neea psychotrioides är en underblomsväxtart som beskrevs av John Donnell Smith. Neea psychotrioides ingår i släktet Neea och familjen underblomsväxter. Inga underarter finns listade i Catalogue of Life.